# フルフェナム酸
フルフェナム酸（Flufenamic acid）とは、フェナム酸系の非ステロイド性抗炎症薬の1種であり、2-{(3-トリフルオロメチルフェニル)-アミノ}-安息香酸のことである。

## 解説

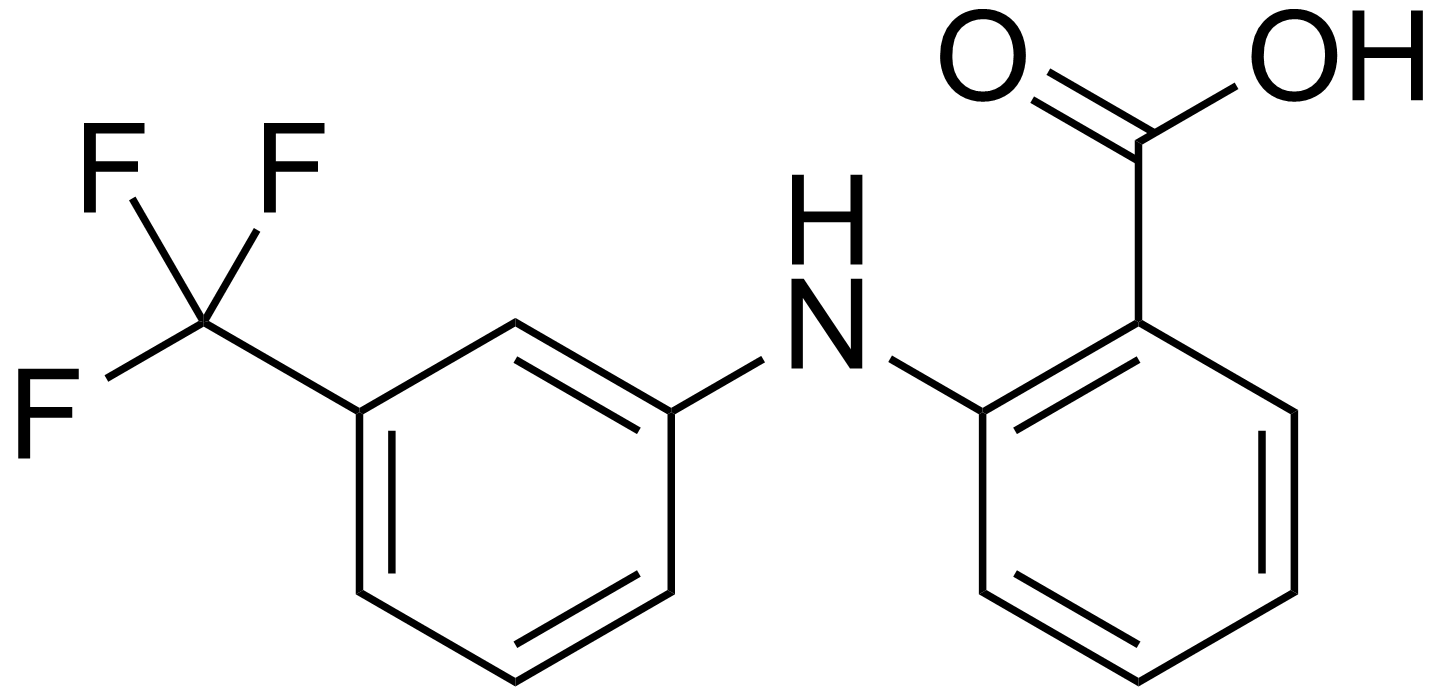
フルフェナム酸の線角構造式。

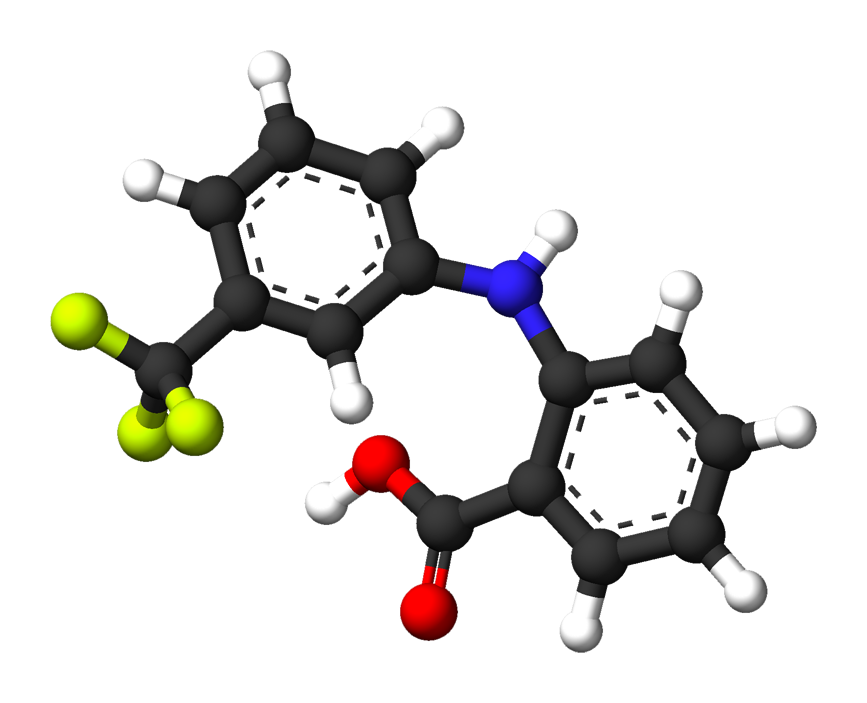
フルフェナム酸の分子模型。黒は炭素、白は水素、赤は酸素、青は窒素、黄はフッ素を表している。

フルフェナム酸の分子式はC14H10F3NO2で、分子量は約281.22991 (g/mol)である。フルフェナム酸も他の一般的な非ステロイド性抗炎症薬と同様にシクロオキシゲナーゼを阻害することによって、プロスタグランジン類の生成を抑制する作用を持つ

。
これによって、抗炎症作用や鎮痛作用を発揮し、また、それに伴う副作用も持つ。また、フルフェナム酸はen:AKR1C3と言う酵素を阻害する作用、さらに、en:TRPC6と言うイオンチャンネルを作動させる作用も持っている

。
しかしながら、フルフェナム酸には30 ％から60 ％という高い確率で胃腸障害を起こすという副作用を持つため、あまりヒトに対しては用いられておらず
:310  
、アメリカ合衆国では通常フルフェナム酸を用いない

。
それでも、アジアとヨーロッパの幾つかの国では、フルフェナム酸が用いられる場合もある

。